# Caorle
Caorle – miejscowość i gmina we Włoszech, w regionie Wenecja Euganejska, w prowincji Wenecja.
Według danych na rok 2004 gminę zamieszkiwało 11 258 osób, 74,6 os./km².

## Historia
Caorle zostało założone w 1 wieku p.n.e. przez Rzymian, którzy nazywali osadę Caprulae. Caorle stało się biskupstwem w VII wieku n.e. W XI wieku zbudowano katedrę, w miejscu wcześniejszych świątyń. W kolejnych stuleciach Caorle stało się jednym z dziewięciu najważniejszych miast Republiki Weneckiej. Po upadku Republiki Weneckiej, Caorle popadł w ruinę, dlatego ostatni biskup diecezjalny został przeniesiony w 1807 r. do Chioggii, a terytorium diecezji Caorle zostało przyłączone w 1818 r. do Patriarchatu Wenecji. Obecnie jest to tylko biskupstwo tytularne (biskupstwo Caprulae), którego biskupem od 1995 roku jest Polak Juliusz Janusz.
Od 2 połowy XX wieku Caorle jest popularną miejscowością turystyczną. W latach 70. XX wieku za rzeką zbudowano miasteczko turystyczne Porto San Margherita, w którym znajduje się port jachtowy.

## Zabytki
- katedra św. Stefana z XI wieku, przebudowana w XVII wieku
- kampanila katedralna z XI wieku w stylu romańskim, z czerwonej cegły
- kościół della Risurrezione a Ca' Cottoni z XVI wieku
- kościół della Madonna dell'Angelo z XVIII wieku w stylu barokowym, nad brzegiem morza

## Muzea
- Muzeum archeologiczne
- Muzeum katedralne (Museo del tesoro del Duomo di Caorle)

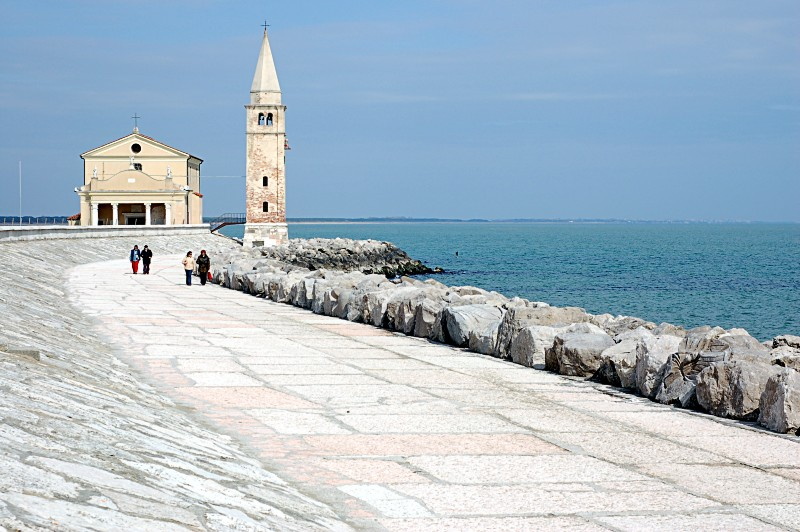
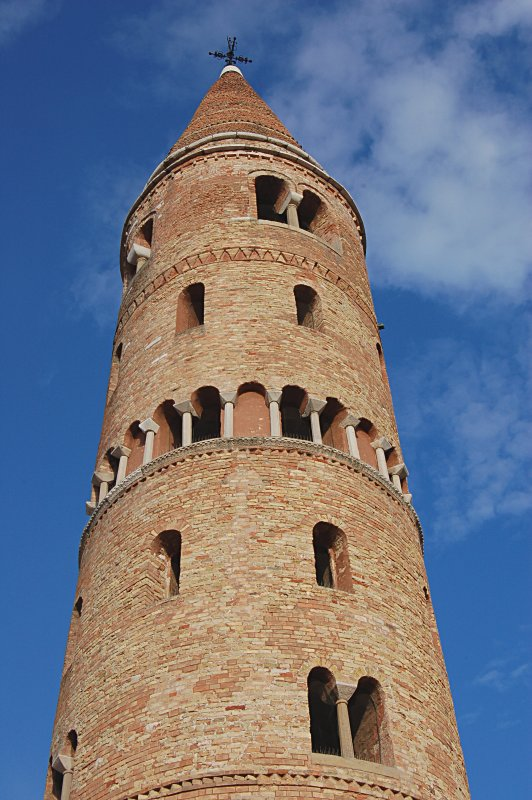
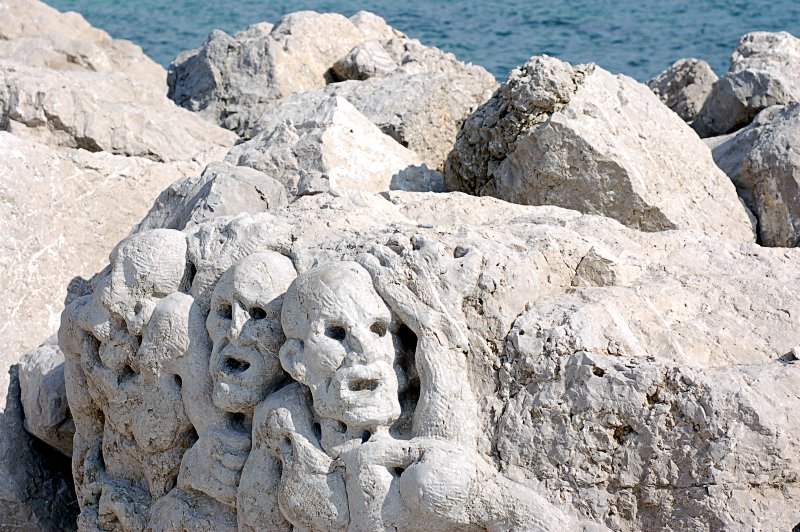
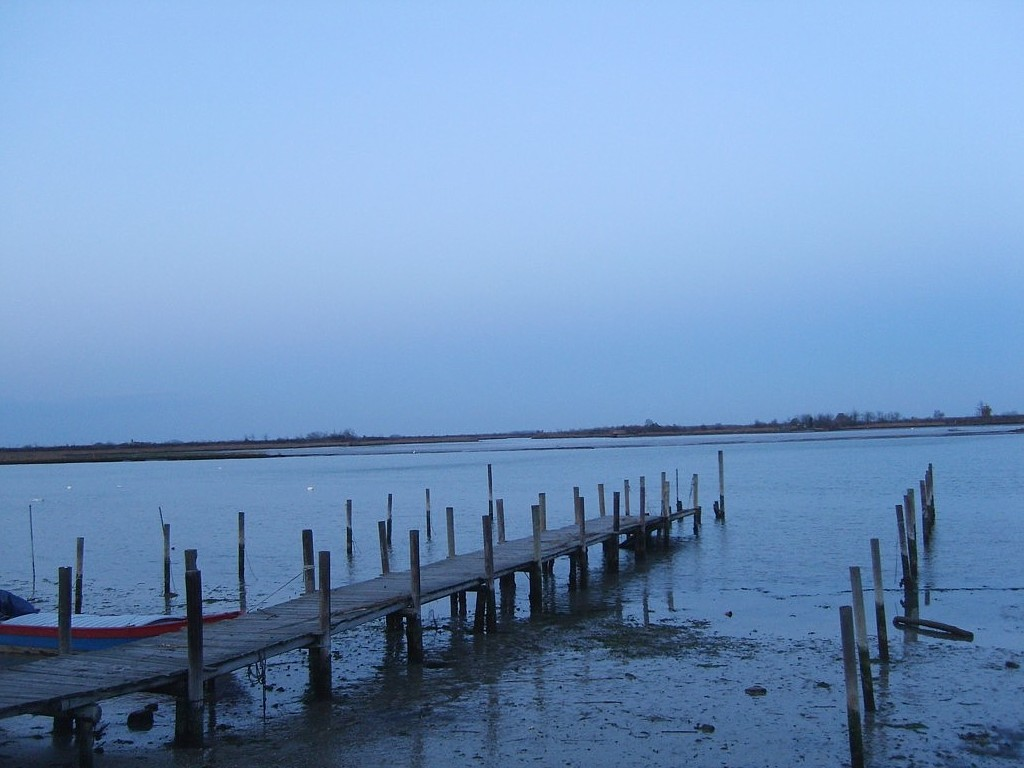